# Rockstar North

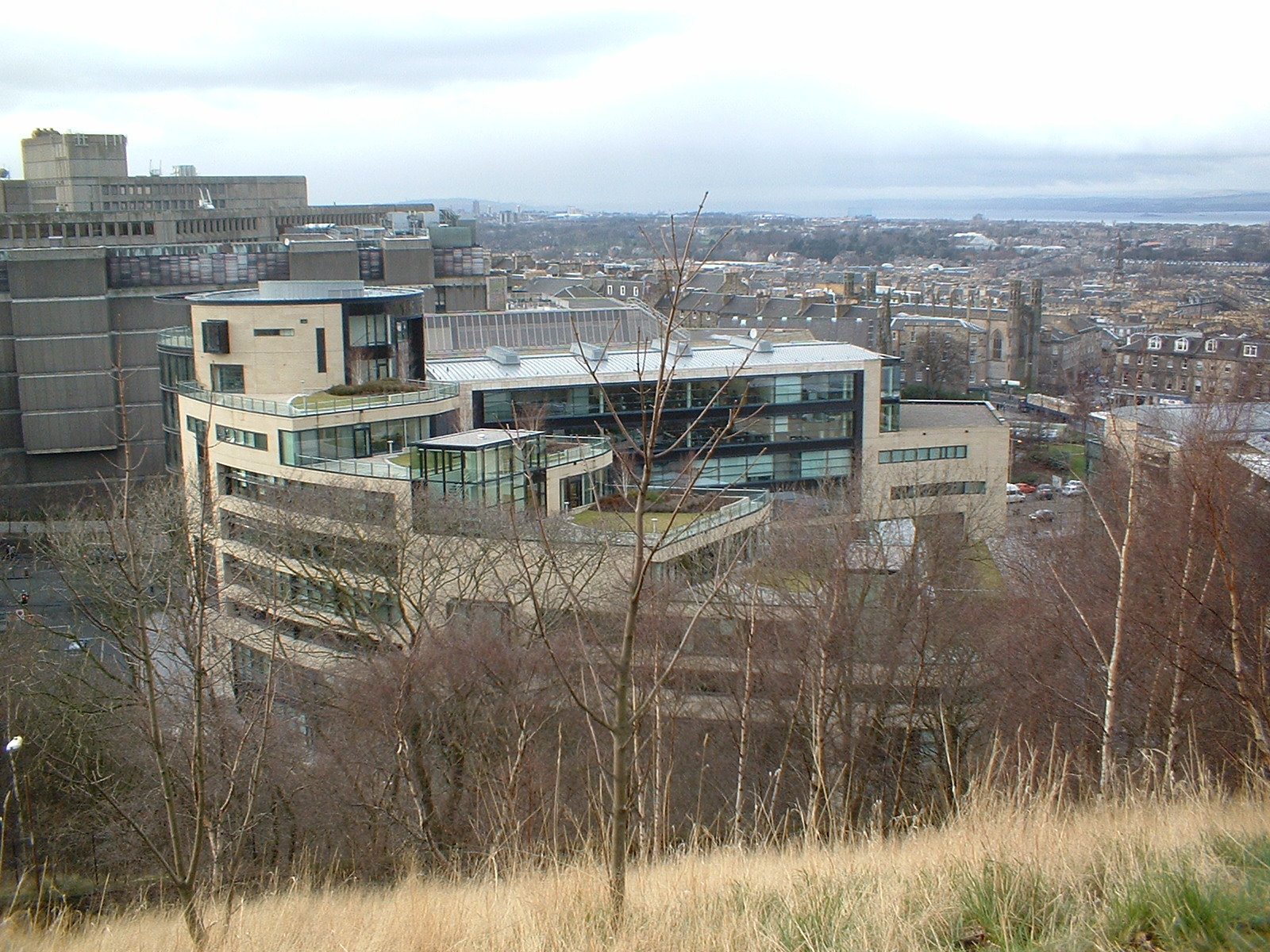
Rockstar Norths Kontor i Edinburgh

Rockstar North Ltd. (tidigare Acme Software och DMA Design Ltd.) är en brittisk (skotsk) datorspelsutvecklare med huvudkontor i Edinburgh, Skottland. Företaget grundades av David Jones som senare lämnade efter Rockstar hade köpt dem.
Gruppen har utvecklat spel till ett flertal format: 3DO, Amiga, Atari ST, Dreamcast, Sega Game Gear, Mega Drive, Macintosh, Master System, NES, Nintendo 64, Pc, Playstation, Super NES och PC Engine.
De är mest kända för sin berömda Grand Theft Auto-serie och Lemmings från 1991
1997 köptes DMA Design upp av det brittiska Gremlin Interactive och 1999 förvärvades Gremlin Interactive av franska Infogrames. Efter mycket om och men bildades då det nya företaget Rockstar Games med Take-Two Interactive som utgivare och DMA Design såldes till Take-Two. Efter succén med "Grand Theft Auto III" 2001 köpte Rockstar Games upp DMA Design och ombildade företaget 2002 till Rockstar North, Rockstar betalade 11 miljoner brittiska pund, som Dave Jones tog och bildade ett nytt företag.
Det sista spelet DMA Design gav ut var "Grand Theft Auto 2".

## Utvecklade spel

### DMA Design
| Speltitel                      | Releasedatum År | Plattform | Noter                                                     |
| ------------------------------ | --------------- | --- | --------------------------------------------------------- |
| Menace                         | 1988            | Commodore 64, Amiga, Atari ST och DOS |                                                           |
| Ballistix                      | 1989            | ports to MS-DOS och Commodore 64 |                                                           |
| Shadow of the Beast            | 1989            | ports to MS-DOS och PC Engine |                                                           |
| Blood Money                    | 1989            | Amiga, MS-DOS, ST och C64 |                                                           |
| Lemmings                       | 1991            | Amiga, CDTV, MS-DOS, ST, C64, Spectrum, CD-i, Lynx, Amstrad CPC, Amiga CD32, 3DO, Amstrad GX4000, Macintosh, Master System, Mega Drive/Genesis, NES, TG16, FM Towns och Game Gear |                                                           |
| Oh No! More Lemmings           | 1991            | Amiga, ST, MS-DOS, SAM Coupé, Macintosh och Archimedes |                                                           |
| Walker                         | 1993            | Amiga |                                                           |
| Hired Guns                     | 1993            | Amiga, MS-DOS |                                                           |
| Christmas Lemmings 1993        | 1993            | Amiga, MS-DOS, OS/2 | Känt som Holiday Lemmings 1993 i Nordamerika              |
| Lemmings 2: The Tribes         | 1993            | Amiga, MS-DOS, SNES, Game Boy, FM Towns, Archimedes, Mega Drive/Genesis och ST |                                                           |
| All New World of Lemmings      | 1994            | Amiga, MS-DOS | Känt som The Lemmings Chronicles i Nordamerika            |
| Christmas Lemmings             | 1994            | Amiga, MS-DOS, OS/2 | Känt som Holiday Lemmings 1994 i Nordamerika              |
| Unirally                       | 1994            | SNES | Känt som Uniracers i Nordamerika                          |
| Grand Theft Auto               | 1997            | MS-DOS, PC, PS1, Game Boy Color |                                                           |
| Body Harvest                   | 1998            | N64 |                                                           |
| Space Station Silicon Valley   | 1998            | N64, PS1, GBC |                                                           |
| Grand Theft Auto: London, 1969 | 1999            | PC, PS1 | Expansionspaket för Grand Theft Auto                      |
| Grand Theft Auto: London, 1961 | 1999            | PC | Gratis expansionspaket för Grand Theft Auto: London, 1969 |
| Tanktics                       | 1999            | PC, PS1 |                                                           |
| Wild Metal Country             | 1999            | PC, Dreamcast |                                                           |
| Grand Theft Auto 2             | 1999            | PC, PS1, Dreamcast, GBC |                                                           |
| Grand Theft Auto III           | 2001            | PS2 |                                                           |

### Rockstar North
| Speltitel                                    | Releasedatum År | Plattform               | Noter                                                       |
| -------------------------------------------- | --------------- | ----------------------- | ----------------------------------------------------------- |
| Grand Theft Auto III                         | 2002            | PC, Xbox                | Med Rockstar Vienna för Xbox                                |
| Grand Theft Auto: Vice City                  | 2002            | PS2, PC, Xbox           | Med Rockstar Vienna för Xbox                                |
| Manhunt                                      | 2003            | PS2, PC, Xbox           |                                                             |
| Grand Theft Auto: San Andreas                | 2004            | PS2, PC, Xbox           |                                                             |
| Grand Theft Auto: Liberty City Stories       | 2005            | PSP, PS2                | Med Rockstar Leeds                                          |
| Grand Theft Auto: Vice City Stories          | 2006            | PSP, PS2                | Med Rockstar Leeds                                          |
| Manhunt 2                                    | 2007            | PS2, PSP, PC, Wii       | Oversaw the development                                     |
| Grand Theft Auto IV                          | 2008            | PS3, PC, X360           | Med Rockstar Toronto för PC                                 |
| Grand Theft Auto: The Lost and Damned        | 2009            | PS3, PC, X360           |                                                             |
| Grand Theft Auto: Chinatown Wars             | 2009            | PSP, DS, iOS            | Med Rockstar Leeds                                          |
| Grand Theft Auto: The Ballad of Gay Tony     | 2009            | PS3, PC, X360           |                                                             |
| Grand Theft Auto: Episodes From Liberty City | 2010            | PS3, PC, X360           | Med Rockstar Toronto för PC                                 |
| Red Dead Redemption                          | 2010            | PS3, X360               | Med Rockstar San Diego                                      |
| Red Dead Redemption: Undead Nightmare        | 2010            | PS3, X360               | Med Rockstar San Diego                                      |
| L.A. Noire                                   | 2011            | PS3, PC, X360           | Med Team Bondi                                              |
| Max Payne 3                                  | 2012            | PS3, PC, X360           | Med Rockstar Studios                                        |
| Grand Theft Auto V                           | 2013            | PS3, X360               |                                                             |
| Red Dead Redemption 2                        | 2018            | Playstation 4, Xbox One | Ett samprojekt mellan alla spelstudior inom Rockstar Games. |
| Agent                                        | TBA             | PS3                     |                                                             |